# Plasa Traian, județul Cahul
Plasa Traian avea (la 1930) 24 localități:
1. Albota
2. Albota-de-Jos
3. Alexandrești
4. Alexeeni
5. Baurci
6. Borceag
7. Bulgărica
8. Burlacu
9. Cairaclia
10. Cazaclia
11. Chirutnea
12. Ciucureni
13. Ciucurești
14. Cubei
15. Denevița
16. Hagieșiți
17. Hârtopi
18. Mârzeni
19. Noul-Cortin
20. Sofieni
21. Taraclia
22. Taraclia-de-Salcie
23. Tartaul-de-Salcie
24. Tatar-Copceac